# Adem (album)
Adem is een verzamelalbum van Acda en De Munnik uit 2005. De compilatie heeft als ondertitel Het beste van Acda en de Munnik.

## Nummers
(*) = nieuw

## Medewerkers
- Thomas Acda - Zang, gitaar, mondharmonica
- Paul de Munnik - Zang, piano en overige toetsen
- David Middelhoff - Gitaar, basgitaar, achtergrondzang
- JB Meijers (vanaf 2002) - Gitaar, additionele snaarinstrumenten, additionele toetsen
- Dave van Beek (vanaf 2002) - Drums en percussie
- Kasper van Kooten (t/m 2000) - Drums en percussie
- Diederik van Vleuten (t/m 2000) - Additionele toetsen